# Офишел (гридайрон-футбол)

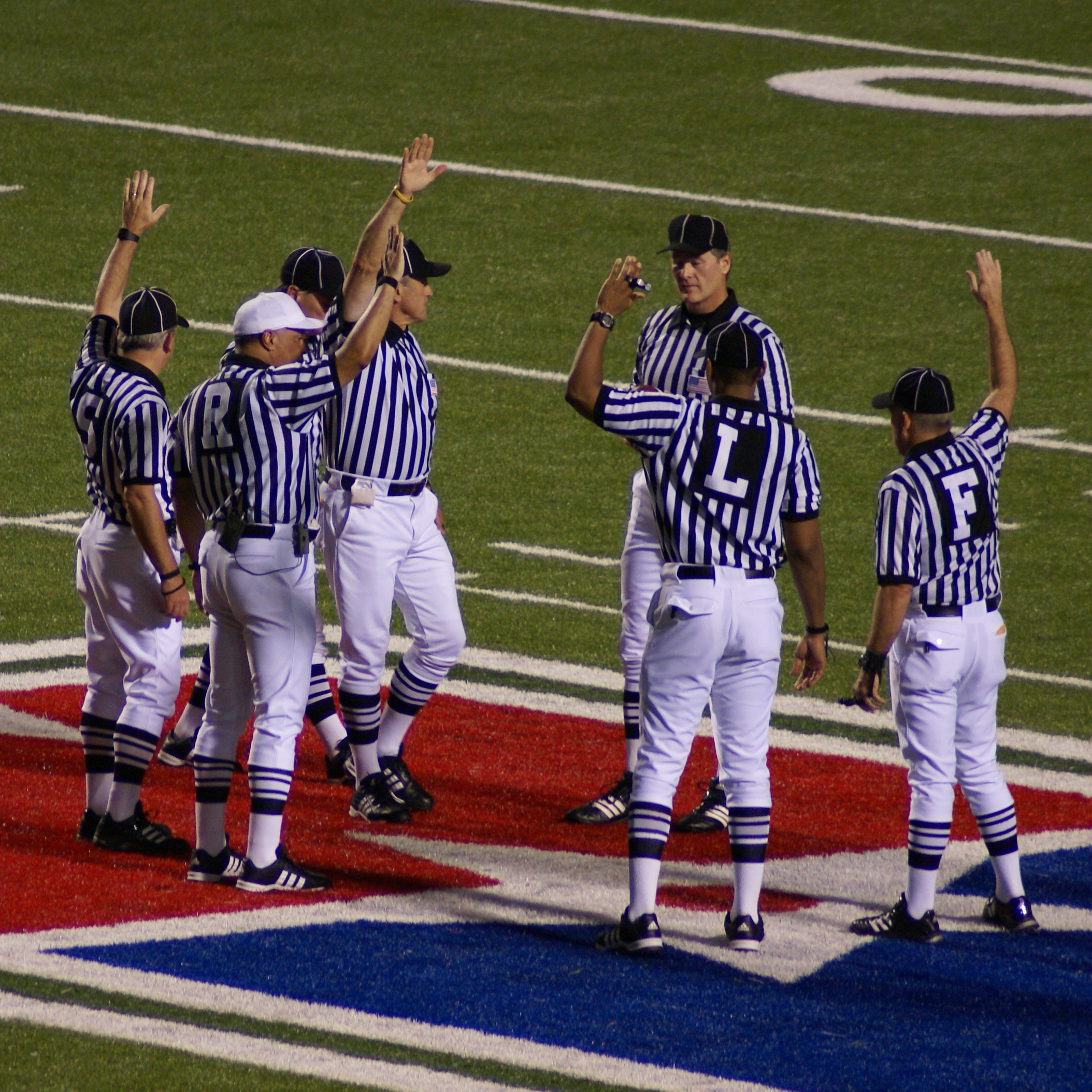
Судьи на поле во время матча. Главный судья (рефери) в белой бейсболке.

Офишел (англ. Official) — название футбольных официальных лиц в американском и канадском футболе, которые несут ответственность за соблюдение правил и поддержание порядка игры.
Во время профессиональных и большинства студенческих игр на поле работают семь официальных лиц. С 2015 года в студенческих футбольных конференциях Division I принимают участие восемь официальных лиц, в единственном сезоне в 2019 года Альянса американского футбола и в версии XFL 2020 года было задействовано также восемь официальных лиц. В студенческих играх за пределами Division I принимают участие шесть или семь официальных лиц. В играх Арена-футбол, старшей школы и на других уровнях футбола есть другие системы судейства, которые используют меньше чем стандартные семь официальных лиц. В играх старшей школы, играемом по правилам Национальной федерации государственных школ старших классов (NFHS), обычно используется пять официальных лиц для университетских игр и 3, 4 или 5 для неуниверситетских игр.
Футбольных официальных лиц обычно, но неправильно, называют коллективно как судьями, но у каждой должности есть определённые обязанности и определённое название: рефери, ампайр, лайн джадж, хэд лайсмен (или даун джадж), бэк джадж, филд джадж (или бэк ампайр), сайдж джадж, центр джадж. CFL использовала восьмого члена (без официального названия должности) только во время плей-офф 2018 года, но единственной его обязанностью было наблюдение за контактом шлемом в шлем с защитником. Поскольку за общее руководство игрой рефери, эту должность иногда называют главный рефери или начальник команды.

## История
Когда НФЛ только появилась, на играх работали только три офишела — рефери, ампайр и хэд лайсмен. В 1929 году появился филд джадж, а в 1947 году — бэк джадж. В ответ на скремблирование квотербеков (в частности, Фрэн Таркентон) в 1965 году появился лайн джадж для наблюдения за противоположной стороной линии скримеджа. В 1978 году, когда НФЛ ввела новые правила направленные на пасовую игру, появился сайдж джадж. В 2017 году НФЛ переименовал хэд лайсмена в даун джаджа.
В лигах предшествовавшей современной Канадской футбольной лиги, которая была основана в 1958 году, вплоть до 1950 года было четыре офишела — рефери, ампайр, хэд лайсмен и лайн джадж. В течение следующих 40 лет система изменилась на систему которая более или менее соответствует той, что сегодня использует большинство американских футбольных лиг — системе из семи официальных лиц. Первое изменение произошло в 1951 году, когда появился филд джадж (бэк ампайр). Затем в 1979 году — бэк джадж, а в 1991 году добавился седьмой член — сайдж джадж.
В сезоне НФЛ 1975 году началась практика, когда рефери объявлял о наказаниях или уточнял сложные и / или необычные решения по беспроводному микрофону. Вскоре эта практика была принята в студенческом футболе и других профессиональных лигах.
В течение многих лет футбольным судьям в студенческом футболе было запрещено объявлять номера игроков совершивших фол, за исключением Western Athletic Conference и Mountain West Conference (и во всех конференциях когда игрок, совершивший нарушение, удалялся с поля). В 2004 году правила студенческом футболе были изменены, чтобы можно было объявить номер игрока совершившего фол. Согласно правилам NFHS используемым во всех штатах, за исключением Массачусетсса и Техаса, на играх старшей школе, объявление номера игрока в 2014 году было изменено с «не разрешено» на «не требуется».
Среди различных Залов славы основных видов спорта в Северной Америке, Зал славы профессионального футбола уникален тем, что в нём не было представителей официальных лиц; Бейсбольный зал славы, Зал славы баскетбола и Зал хоккейной славы имеют в своём составе официальных представителей судейского корпуса. В футбольном Зале славы с 1966 года присутствует адвокат Хью Л. Рэй, который был связан с судейством; он 14 лет пребывал на посту главы лиги по судейству за пределами поля. Однако в Зале славы канадского футбола присутствует несколько официальных лиц.

### Статус занятости в НФЛ
Поскольку регулярный сезон длится всего 17 недель, НФЛ является одной из двух главных спортивных лиг в Соединённых Штатах, которые платят своим судьям только на контрактной основе, а не наёмным работникам, занятым полный рабочий день. Второй лигой является MLS. Преимущества этой системы включают возможность устранения неквалифицированных судей, просто не предлагая им контракт в следующем сезоне, где увольнение штатных сотрудников потребует от них указать причину. Критики утверждают, что штатные судьи будут не отвлекается от на вторую работу, но сторонники чиновников с частичной занятостью указывают, что НФЛ потеряет ряд квалифицированных судей, потому что многие из них являются владельцами, президентами или руководителями различных компаний. Сторонники также утверждают, что в неделю проводится только одна игра, а регулярный сезон длится всего четыре месяца, а наличие штатных судей не обязательно гарантирует, что они будут совершать меньше судейских ошибок. Уровень обучения и проверки, в котором участвуют судьи НФЛ, делает дополнительное время излишним. В любом случае, ветераны-судьи могут заработать значительную зарплату за свою работу. Ассоциация судей НФЛ служит профсоюзом, который представляет судей в НФЛ.

### Женщины-офишелы
Исторически официальными лицами в американском футболе были мужчинами.
В 2007 году Сара Томас стала первой женщиной которая обслуживала главные матчи студенческого футбола, работая на игре между университетами Мемфиса и штата Джексонвилл. Позднее Томас стала первой женщиной, которая отработала на боулной игре, когда она была лайн джаджем в 2009 году на игре Little Caesars Pizza Bowl между университетами Маршалла и Огайо. С тех пор другие женщины обслуживали футбольные игры в Division I. Since then, other women have officiated Division I college football games. В 2015 году Томас стал первым постоянным сотрудником НФЛ. Она начала в качестве лайн джадж и на третий сезон перешла на позицию даун джадж (хэд лайсмен). В 2017 году она была в качестве альтернате джаджа в матче wild card раунда плей-офф НФЛ. В 2019 году она стала первой женщиной, которая отработала в качестве офишела матч плей-офф НФЛ дивизионального раунда АФК между Лос-Анджелес Чарджерс и Нью-Ингленд Пэтриотс. В 2020 году она отработала на игре плей-офф дивизионального раунда НФК между Миннесота Вайкингс и Сан-Франциско Форти Найнерс.
Терри Валенти стала первой женщиной, которая стала профессиональным футболистом, когда она начала работать в играх United Football League в 2009 году. В 2010 году UFL наняла Томаса. В 2017 году НФЛ наняла её в качестве официального представителя. Она руководила игрой финала АФК 2020 года. Также она была задействована в лиге XFL.
В 2012 году Шеннон Истин стала первой женщиной-офишелем игры в НФЛ. на была лайн джаджем, когда основные судьи из-за трудовых споров отказались обслуживать игры НФЛ. Дарин Гантт из Profootballtalk.com и Сэм Фармер из Los Angeles Times пожаловались, что именно таким образом этот гендерный барьер был преодолён.
В 2017 году Аманда Сауэр-Кукс стала первой в истории женщиной-рефери в матче Division I и, возможно, во всём футболе. Её первой игрой в качестве рефери был матч между Морган Стейт и Ратгерс. Она также является первым официальным представителем геев (лесбиянок), который работает в высшей профессиональной футбольной лиге и в студенческом футболе. В несуществующих Alliance of American Football (2019 год) и XFL (2020 год) она работала на позиции центр джаджа.
В 2019 году в AAF было 3 женщины. В 2020 году в XFL было 6 женщин — по одной в каждой из шести судейских бригад. Существует также 1 женщина реплей офишел.

## Оборудование
Свисток

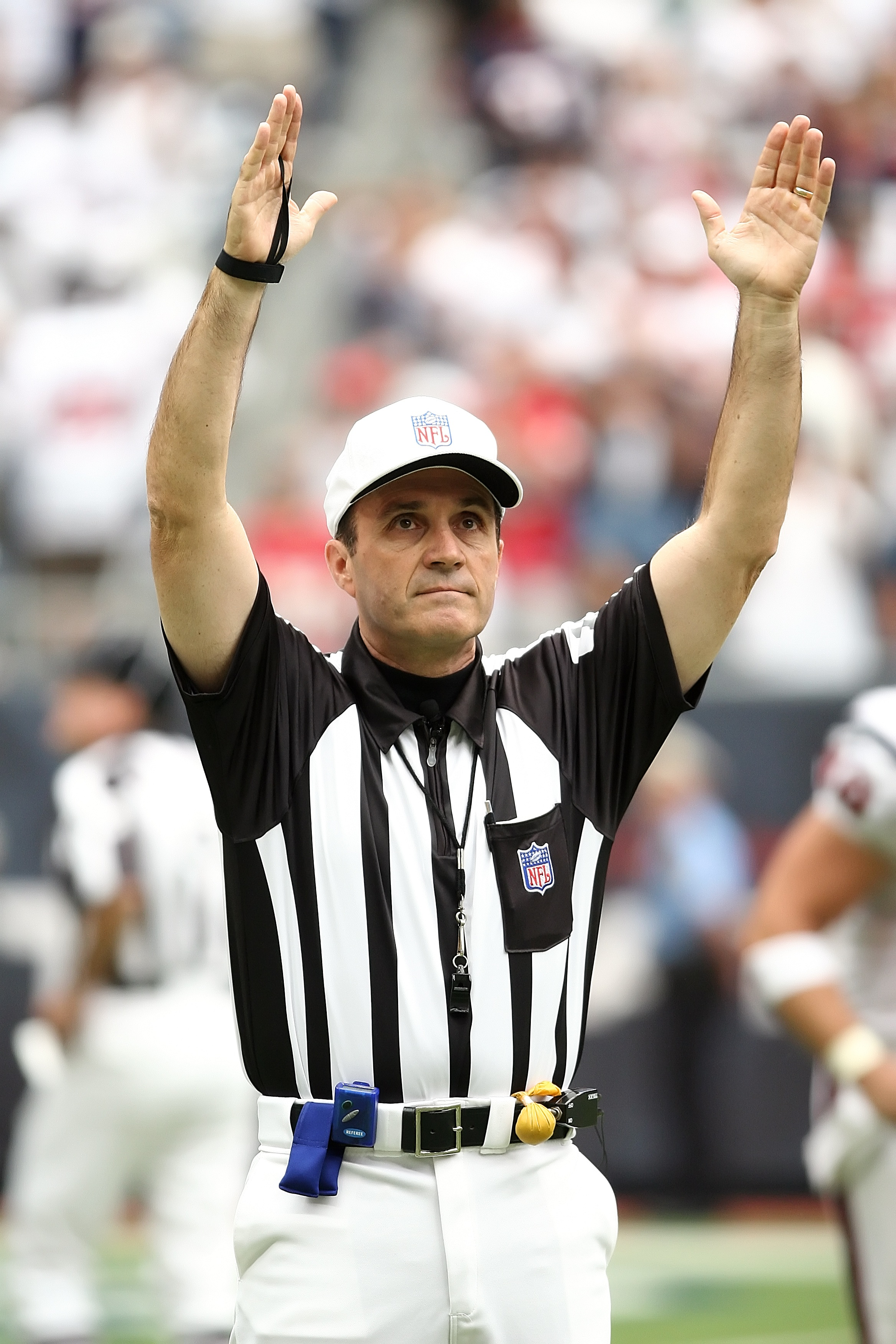
Рефери НФЛ. На шее висит свисток, на правой руке одет браслет для фиксирования номера дауна. На поясе находятся синий и жёлтый флаги рядом с которыми расположено оборудование для радиосвязи.

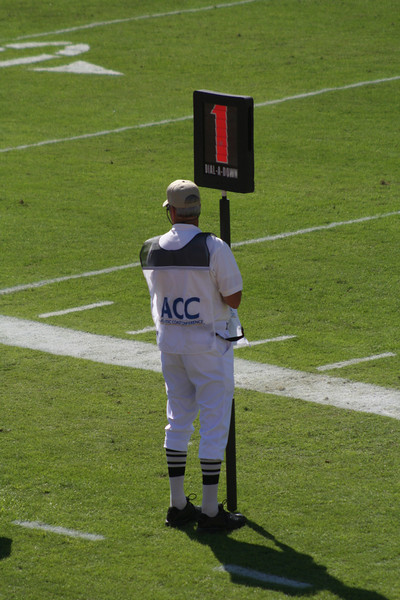
Хэш-маркер с номер дауна.

Используется для оповещения игроков о том, что мяч мёртв; то есть, что игра закончилась или не началась.
Жёлтый флаг
В НФЛ это жёлтый флаг бросают на поле в направлении или на месте фола. В Канаде официально использует флаг оранжевого цвета. Флаг представляет собой кусок ткани в которую в качестве утяжелителя песок или бобы (или иногда шарикоподшипники, хотя инцидент в игре НФЛ продемонстрировал, что они могут травмировать игроков), так чтобы его можно было бросить с большей точностью к месту совершения фола и он остаётся на месте и не будет перемещаться ветром. Для фолов место совершения которых неважно, например при снэпах или во мёртвом мяче, флаг обычно бросается вертикально. Обычно судьи носят по два флага, так как в игре может быть одновременно несколько фолов. Если у арбитра кончаются флаги, когда они видят в игре несколько фолов, то они могут вместо этого бросить бейсболку или синий флаг.
Синий флаг
Флаг представляет собой кусок ткани в которую в качестве утяжелителя песок или бобы. Используется в НФЛ для обозначения различных мест, которые не являются фолами, но могут быть возможными местами исполнения последующих нарушений или иных действий. Например синим флагом отмечается место панта, фамбла или перехвата. В отличие от жёлтых флагов, синии флаги могут быть брошены в точку, параллельную ближайшей ярдовой линии, а не обязательно в фактическую точку.
Индикатор даунов
Используется, чтобы напомнить судьям о текущем дауне. Представляет специально разработанный браслет к которому прикреплена эластичная петля, обёрнутая вокруг одного из пальцев который обозначает номер дауна: указательный — 1-й, средний — 2-й, безымянный — 3-й и мизинец — 4-й. Вместо специального браслета также могут использоваться соединённые вместе две резинки. Номер дауна также показывается на хэш-маркерах, что позволяет проверять их нумерацию в случае повторного розыгрыша дауна в результате фола или другой ситуации.
Блокнот и карандаш
Арбитры записывают важную административную информацию, такую как победитель жеребьёвки перед игрой, тайм-ауты команды и фолы. Блокоты могут быть одноразовыми бумажными или многоразовыми пластиковыми. Карандаш со специальной крышкой предотвращает нанесение травмы судье когда он находится в его кармане.
Секундомер
Арбитры оснащаются секундомерами (обычно цифровые наручные часы) для контроля времени который включает игрового время, время между снэпами, продолжительность таймаутов и перерывов.

## Униформа

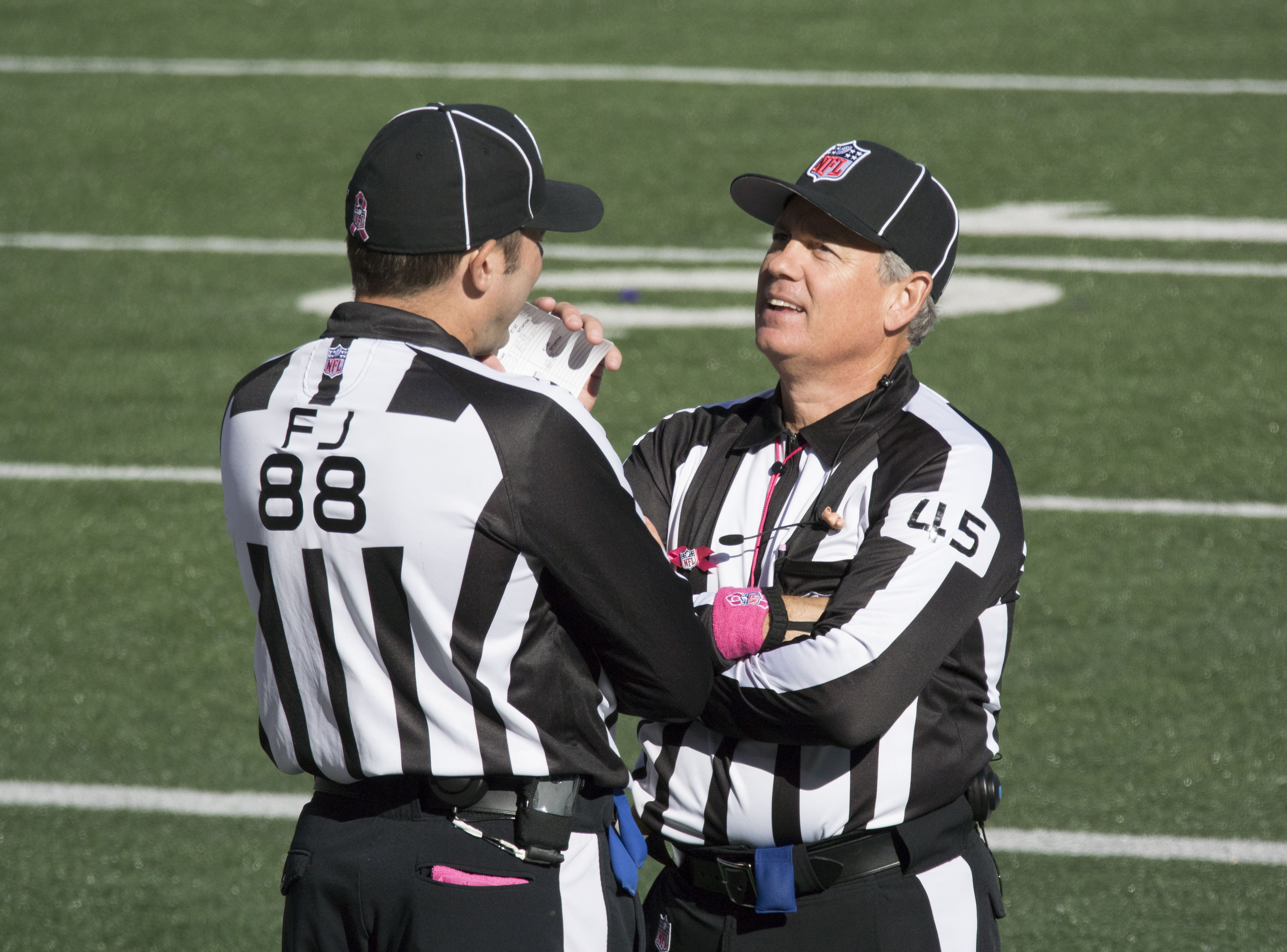
Офишелы НФЛ — видно расположение буквенного обозначения позиции и номера на рубашках в неравномерную полоску.

В настоящие время для простоты узнавания судьи обычно одеты в рубашку с вертикальными чёрно-белыми полосами и чёрные брюки с тонкой белой полосой по бокам (изначально были белые шорты и с чёрно-белые полосаты чулки). Также присутствует чёрная бейсболка (за исключением рефери) чёрный ремень и чёрные туфли. На спине в зависимости от уровня лиги может располагаться буквенное обозначение его позиции, в НФЛ помимо букв указывается ещё его номер. Вскоре после терактов 11 сентября 2001 года на рубашках в НФЛ был добавлен американский флаг, но в 2006 году он был убран.
Полосы были введены в 1920-х годах. До этого судьи были одеты в простые белые рубашки. Появление полос приписывают Ллойду Олдссу, судье студенческого футбола, после того как квотербек по ошибке вручил ему мяч. В разговорной речи судей называют зебрами из-за их чёрно-белых полосатых рубашек. Кроме того они носили белые (или красные) шляпы в стиле газетчик.
В течение 1940-х годов арбитры НФЛ носили цветные полосатые рубашки, которые представляли их положения на поле — чёрный и белый для рефери, красный и белый для ампайров, оранжевый и белый для хэд лайсменов, зелёный и белый для филд джаджей. В течение большей части существования Американской футбольной лиги (1960—1967) арбитры носили красно-оранжевые полосатые майки. Примерно в это же время стиль кепок изменился на нынешнюю бейсболку. Рефери носили красные кепки, остальные белые, каждый с логотипом AFL. В течение последних двух сезонов (1968—1969), прежде чем произошло слияние лиги с НФЛ, она перешла на стандартные чёрно-белые полосы, имитирующие НФЛ. Красно-оранжевый вид был воссоздан в сезоне 2009 году во время AFL Legacy Weekends, чтобы отметить 50-летие основания AFL.
Полосы на рубашках у судей старшей школы имеют ширину один дюйм, а в студенческом — два дюйма, хотя в некоторых штатах судьи старшей школы носят рубашки с полосками в два дюйма. Арбитры НФЛ носят рубашки с неравномерной шириной полосок. В старшей школе используют носки носят носки с узором «северо-западная полоса», которые носили в колледже. НФЛ использует носки с двумя белыми полосами, граничащими с одной чёрной полосой.
В 2006 году НФЛ полностью изменила дизайн рубашек, превратив их в более изящную форму, которая больше не определяла позицию данного судьи спереди. Новинками 2006 года стали также чёрные брюки с белой полосой по бокам, которые можно носить в холодную погоду вместо традиционных белых брюк. Эти облегающие брюки позволяют пододевать тёплую одежду под них. В сезоне 2010 года всем судья в студенческом футболе, и во многих штатах судьям старшей школы была предоставлена возможность носить чёрные брюки в холодную погоду. С 2011 года чёрные брюки стали обязательными студенческом футболе, а с 2012 года и в НФЛ. В 2014 году несколько ассоциаций старших школ начали предписывать носить чёрные брюки на играх университетского уровня.
В течение нескольких десятилетий все арбитры НФЛ носили белые шляпы. В 1979 году их заменили на чёрные шляпы с белыми полосами, в то время как другие судьи продолжали носить белые. Наконец в 1988 году НФЛ перешла на школьные и студенческие футбольные конвенции: рефери носит белую кепку (с логотипом НФЛ начиная с Супербоула XXXIX), а остальные судьи носят чёрные кепки с белыми полосами. Это привело к тому, что рефери называют «белыми шляпами». Лишь в 2019 году CFL, наконец, отразил эту конвенцию, которая также использовалась на низших уровнях футбола в Канаде; до этого рефери носил чёрную кепку, а остальные члены судейской бригады носили белые кепки.
Судьи иногда используют кепки в качестве маркёров. Если игрок без мяча без посторонней помощи выходит за пределы поля, судья бросает свою кепку, чтобы отметить место где игрок пересёк границы поля. Кепка также часто используется, чтобы сигнализировать о втором фоле, объявленном судьёй в игре (если судья может использовать во время игры только один жёлтый флаг); указывать на неспортивное поведение, совершённое против самого судьи (например, когда игрок толкает судью); или когда в какой-то другой ситуации требуется физическая оценка, и судья уже использовал флаг. Некоторые конференции запрещают использование кепок в этих ситуациях и требуют использовать в этом случае синий флаг.
В несуществующих в настоящие время лигах:
- United States Football League (USFL), которая проводила свои сезоны с февраля по июль в течение трёх лет с 1983 по 1985 год, позволила судьям носить чёрные шорты во время игр в тёплую погоду.
- United Football League (UFL), которая начала впервые провела свой сезон в октябре 2009 года, официальные лица были одеты в красные рубашки без полос с чёрными цифрами и чёрные брюки поскольку ни одна команда в лиге не использовала красный или оранжевый цвет, что исключало перспективу столкновения цветов. В 2010 году UFL перешла на специализированную версию традиционных чёрно-белых полос и использовала эту форму до своего прекращения в 2012 году.
- Alliance of American Football (AAF) в своём единственном недоигранном сезоне в 2019 году использовала для судей чёрно-белые рубашки сверху с полосками от середины вниз, белыми звёздами на рукавах и цифрами на спине и левом переднем кармане, с чёрными штаны и те же цвета для бейсболок (белая для рефери, чёрная для всех остальных) как и во всех остальных лигах.

## Позиции и обязанности
Ниже приведены позиции и обязанности каждого из судей. До розыгрыша и во время игры каждый судья в зависимости от позиции (должности) имеет определённую зону ответственности на поле, чтобы наблюдать за определёнными позициями игрока и следить за определёнными фолами. Использование этой предписанной механики гарантирует, что исполняющая обязанности команда видит всех 22 игроков и их действия, где бы они ни происходили на поле. Кроме того, во время пауз между розыгрышами у каждого официального лица есть отдельные административные обязанности, такие как подсчёт игроков, хронометраж игровых часов, мониторинг (или хронометраж) игровых часов и определение мяча как готового к следующему дауну.
Количество игроков на поле и правильностью экипировки игроков. На поле располагается в 4-5 ярдах за линией скриммеджа на стороне защиты и следит за соблюдением правил при контактах между игроками нападения и защиты на линии скриммеджа. Фиксирует все тайм-ауты и набранные очки. В случае дождя проверяет чтобы мяч был сухим перед снэпом.
Поскольку данный судья находится там, где происходит большая часть розыгрыша, считается, что он занимает наиболее физически опасную позицию среди всех судей. По этой причине в НФЛ с 2010 по 2015 год ампайр располагался со стороны нападения рядом

### На поле
Рефери (англ. Referee) (R)

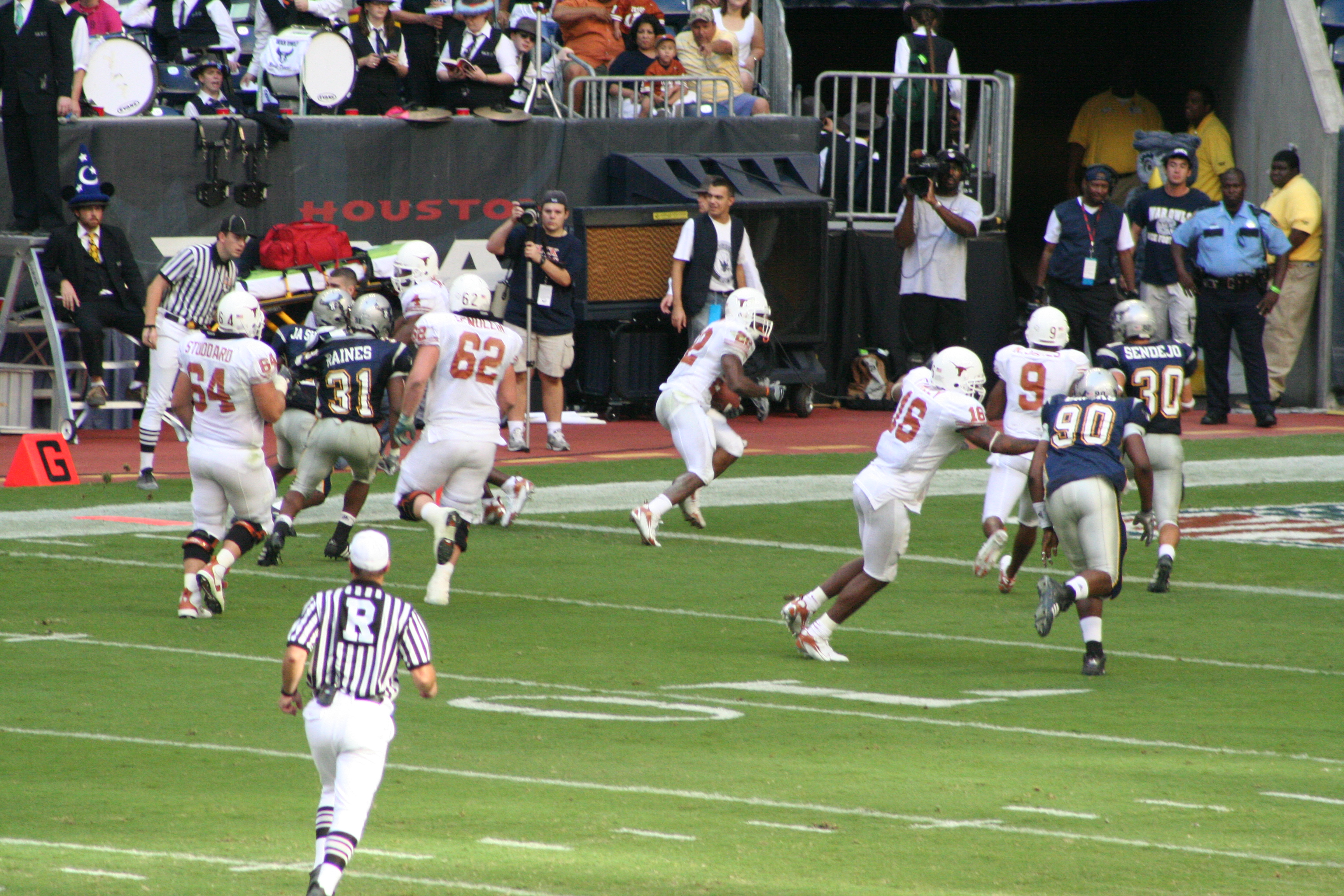
Рефери (на переднем плане) следит за игрой во время розыгрыша. Надпись «R» на спине его рубашки как и его белая бейсболка позволяют быстро идентифицировать его как рефери.

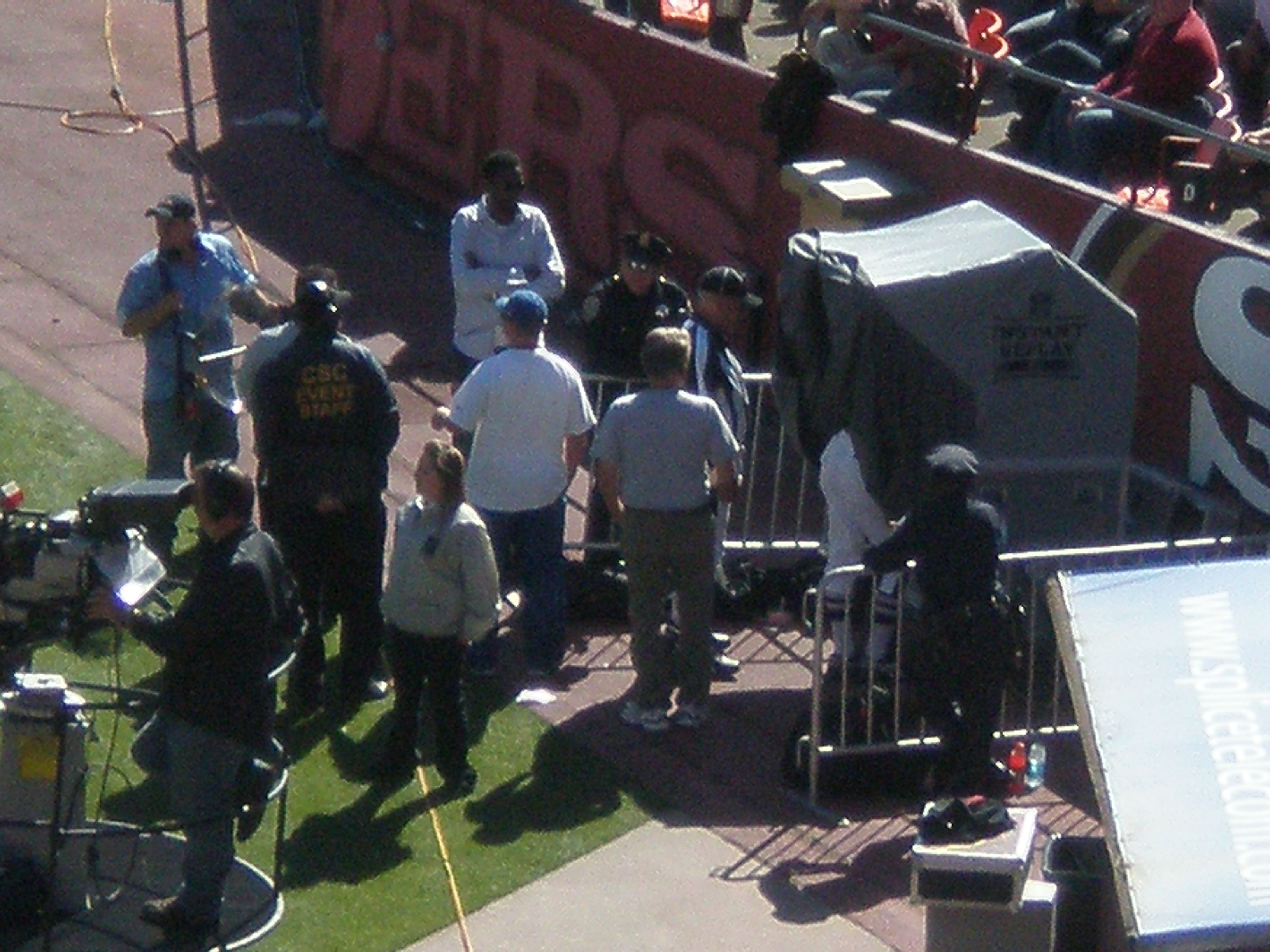
Рефери (видны только брюки) во время видеопросмотра в специальной кабинке в одном из матчей НФЛ, рядом слева стоит один из его помощников.

Рефери отвечает за общий контроль за игрой и имеет окончательное слово по всем решениям. В НФЛ он также обладает окончательным словом по счёту и количеству очков в случае любых разногласий. Хотя все официальные лица могут нести ответственность за любое решение, связанное с применением или толкованием правил, окончательное решение принимает рефери. Таким образом, эту должность иногда называют главным рефери и считают начальником команды. Отличительная особенность его экипировки — белая бейсболка. в то время как другие офишелы носят чёрные бейсболки (цветовая схема бейсболок была изменена в НФЛ с 1979 по 1987 год). Исторически в Канадской футбольной лиге (CFL), рефери носил чёрную бейсболку, в то время как другие судьи носили наоборот белые бейсболки. В любительском футболе, включая лигу U Sports, рефери носит белую бейсболку с чёрными кантами, в то время как другие официальные лица носят чёрные бейсболки с белыми кантами. Однако в 2019 году, как уже упоминалось выше, судьи CFL теперь носят белые бейсболки, в то время как другие официальные лица теперь носят чёрные бейсболки, что приводит соглашение в соответствие со всеми уровнями игры в американском и канадском футболе.
Во время каждого розыгрыша из скримеджа рефери располагается в бэкфилде нападения, в 10-12 ярдах позади линии скриммеджа, со стороны бросковой руки квотербека и следит за действиями вокруг него.
Во время пасовых розыгрышей он прежде всего сосредотачивается на квотербеке и приближающихся к нему защитниках. Рефери определяет любые фолы грубой игры и, если квотербек теряет мяч, определяет, был ли фамбл или непойманный пас.
Во время выносных розыгрышей рефери наблюдает за квотербеком в течение и после того времени, когда он передаёт мяч раннинбеку и тот начинает вынос, или произойдёт какой-либо обманный розыгрыш. После того как раннинбек фиксирует мяч и начинает вынос рефери судья следит уже за ним и контактами против него.
При пробитие панта и филд-гола рефери наблюдает за пантером или кикером с холдером) и любыми контактами, сделанным защитниками, приближающимися к ним. Если во время панта мяч выходит за пределы поля, он использует свою точку зрения пантера, чтобы направить ближайшего бокового судью к месту, где мяч вышел за пределы поля.
Если лига использует систему видеопросмотра, то рефери проводит совещание с её представителем для принятия окончательное решения. В НФЛ этот представитель находится в центральном офисе видеоповтора НФЛ в Нью-Йорке, который принимает окончательное решение, а в студенческом футболе размещается в ложе прессы над полем во время игры. После чего разъясняет сложные и/или необычные решения по беспроводному микрофону как зрителям, так и СМИ. В НФЛ, студенческом футболе, других профессиональных лигах, а также в некоторых играх старшеклассников и U Sports рефери при объявлении нарушений называет ещё и номера игроков их совершивших (требуется для студенческих и профессиональных игр; у старшекласников рефери больше не запрещено объявлять номера игроков совершивших нарушение). В CFL у рефери существует небольшое отличие при объявлениях нарушений — они называют город или провинцию которую представляет команда вместо использования слов нападение или защита.
В дополнение к перечисленному выше рефери также производит коин тосс (англ. coin toss) перед игрой и в случае необходимости перед овертаймом.
Ампайр (англ. Umpire) (U)

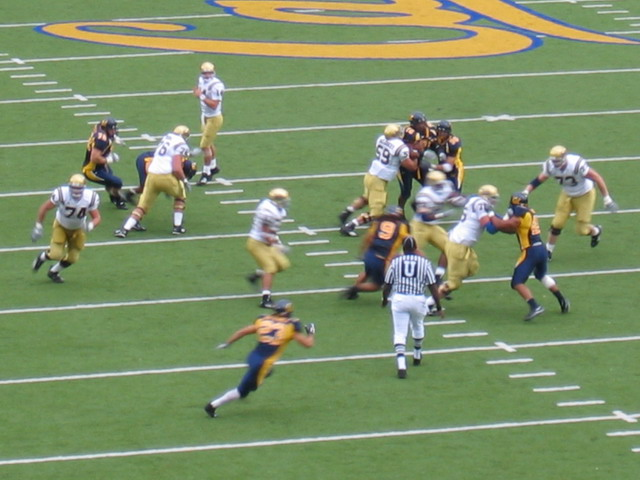
Ампайр наблюдает за игрой находясь позади линии обороны во время игры студенческих команд.

Дословно судья. На поле располагается в 4-5 ярдах за линией скримеджа на стороне защиты и следит за соблюдением правил при контактах между игроками нападения и защиты на линии скриммеджа. Во время паса он продвигается к линии скримедж, так как игра развивается, чтобы (1) наказать всех линейных игроков атаки, которые незаконно перемещаются вниз по полю, прежде чем будет сделан бросок, или (2) наказать квотербека за бросок мяча, если он пересечёт линию скримеджа. Он также помогает в определении не пойманного паса, когда бросок мяча делается на небольшую дистанцию. В дополнение к своим полевым обязанностям отвечает за легальность всей экипировки игроков.
Поскольку данный судья находится там, где происходит большая часть розыгрыша, считается, что он занимает наиболее физически опасную позицию среди всех судей. По этой причине НФЛ в предсезонном играх 2001 года проводил эксперименты с ампайром, который располагался со стороны нападения рядом с рефери. В марте 2010 года НФЛ объявила, что это изменение положения будет постоянным, после того как в 2009 году ампайры перенесли пять серьёзных травм (два сотрясения мозга и три травмы колена или плеча, требующие хирургического вмешательства). С 2010 по 2015 год ампайр возвращался на свою первоначальную позицию только в последние пять минут второй половины матча. В 2016 году это положение было удалено, и теперь ампайр остаётся со стороны защиты в течение всей игры, кроме случаев, когда это очевидно, что атакующая команда будет играть спайк.
Хэд лайсмен (англ. Head linesman) (H или HL)
Дословно главный лайнсмэн. На поле располагается с боковой стороны на линии скримеджа напротив линейного судьи (line judge). До снэпа фиксирует офсайды, фальстарты и вторжения в нейтральную зону. Во время розыгрыша — нарушения на приёме мяча и выходы в аут. После розыгрыша показывает ногой где завершился розыгрыш и откуда будет начат следующий. Между розыгрышами следит за цепочной бригадой, которые устанавливают маркеры линий скриммеджа и 1-го дауна
В 2017 году НФЛ перешла к нейтральному с гендерной точки зрения названию даун джадж (англ. down judge) (DJ), когда на этой позиции стала располагаться Сара Томас. В следующем году их примеру последовала CFL.
Лайн джадж (англ. Line judge) (L или LJ)

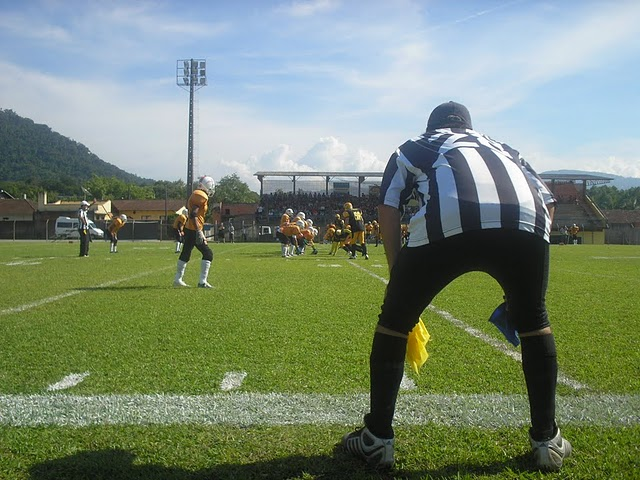
Лайн джадж на линии скримеджа перед началом розыгрыша.

Дословно линейный судья или судья на линии. Помощник хэд лайсмена. На поле располагается с боковой стороны на линии скримеджа напротив хэд лайсмена/даун джаджа и выполняет до и во время розыгрыша те же обязанности. Также следит чтобы квотербэк перед совершением паса вперёд не пересёк линию скримиджа, а при пробитие панта и филд-гола — чтобы удар был произведён до линии скримиджа.
В старшей школе и младших лигах является официальным хронометристом игры. В НФЛ, студенческом футболе и на других уровнях футбола официальное время отображается на часах расположенных на табло стадиона, а лайн джадж становится резервным хронометристом.
В НФЛ он стал шестым членом судейской бригады после появления в 1965 году.
Филд джадж (англ. Field judge) (F или FJ)
Дословно полевой судья. На поле располагается в 20 ярдах в даунфилде защищающейся команды на той же стороне поля, что и лайн джадж. Во время розыгрыша фиксирует нарушения правил в его зоне, фиксирует правильность приёма мяча ресивером после паса. При пробитие филд-гола вместе с бэк джаджом, располагаясь под штангами, определяет прошёл мяч в створ ворот или нет.
В ряде лиг отвечает за контроль времени (40/25 секунд) в составе бригады из шести человек. Команда нападения между снэпами имеет 40 секунд для начала следующего розыгрыша. В случае если был взят таймаут, произошла остановка из-за травмы, мяч вышел в аут, смена сторон нападения или другие остановки, то время перед снэпом составляет 25 секунд. В случае задержки следует нарушение правил.
В канадском любительском футболе эта позиция называется бэк ампайр (англ. back umpire) (BU); все другие лиги используют термин Филд джадж.
В НФЛ он стал четвёртым членом судейской бригады после появления в 1929 году. В CFL он стал пятым судьёй начиная с 1951 года.
Сайдж джадж (англ. Side judge) (S или SJ)
Дословно боковой судья. На поле располагается в 20 ярдах в даунфилде защищающейся команды на той же стороне поля, что и хэд лайсмен/даун джадж и выполняет до и во время розыгрыша те же обязанности, что и филд джадж. При пробитие (за исключением НФЛ является где он является единственным официальным лицом, расположенным за линией обороны, так как ампайр остаётся в тылу нападения) филд-гола является одним из двух судей располагающихся под штангами и определяет прошёл мяч в створ ворот или нет.
В студенческом футболе отвечает за контроль времени непосредственно или с помощью помощника который находится под его руководством.
В НФЛ и CFL он стал седьмым членом судейской бригады после появления в 1978 году и 1991 годах соответственно.
Бэк джадж (англ. Back Judge) (B или BJ)
Дословно задний судья. На поле располагается по центру в даунфилде защищающейся команды. Во время розыгрыша фиксирует нарушения правил зоне между собой и ампайром. Также несёт ответственность за решение о нарушении правил задержка игры, если время на игровых часах истекло. При пробитие филд-гола вместе с филд джадж, располагаясь под штангами, определяет прошёл мяч в створ ворот или нет.
В студенческом футболе отвечает за контроль времени непосредственно или с помощью помощника который находится под его руководством.
В НФЛ он стал пятым членом судейской бригады после появления в 1947 году. В CFL он стал шестым судьёй начиная с 1979 года.
Центр джадж (англ. Center judge) (C или CJ)
Дословно центральный судья. На поле располагается в бэкфилде (на стороне) нападения позади линии скриммеджа рядом с рефери, и позиционируется как судья. Во время розыгрыша помогает рефери и ампайру. В лиге NCAA Division I FBS в случае травмы рефери и не способность им продолжать работу становится исполняющим обязанности рефери. НФЛ экспериментировала с центральным судьёй в предсезонных играх сезоне 2015 года в течение 5 или 6 игр, но вместо этого расположился на расстоянии 20 ярдов позади линии скримиджа чтобы наблюдать за центром и гардом. На профессиональном уровне центральный судья ещё не использовался ни НФЛ ни CFL, однако лигаверсия XFL 2020 года использовала центрального судью.
В 2013 году и играх Big 12 Conference студенческого футбола принял участие восьмой судья, альтернате джадж  (дословно запасной судья, англ. alternate judge) (A). Он располагался в бэкфилде нападения напротив главного судьи, в том же положении, что и ампайр в НФЛ, ампайр в Big 12 располагался в своей традиционной позиции за линией обороны. Запасной судья также определял позицию мяча. В сезоне 2014 года любая конференция, которая хотела использовать систему из восьми официальных лиц, могла сделать это на экспериментальной основе. Конференции ACC, Big 10, AAC и Big 12 внедрили систему из восьми официальных на играх. Название восьмого судьи изменилась на центр джадж (C), но его местоположение на поле было таким же как и в 2013 году, в качестве запасного судьи. Команды из восьми судей использовались во время боулных игр, в том числе в играх College Football Playoff. В сезоне 2015 года центральный судья стал стандартом во всей FBS. Он также используется конференцией Kansas Jayhawk Community College Conference.
Бол-споттинг офишел (англ. Ball-spotting official)
В XFL (2020) он отвечал за позицию мяча, с целью сократить время простоя во время игры. Он носил красную бейсболку.
При переходах мяча
Во время перехватов, панта и других возвратов мяча со стороны защиты офишелам приходится подстраиваться/перестраиваться. Филд джадж, сайдж джадж и бэк джадж становятся в позиции сзади, а рефери, хэд лайсмен/даун джадж и лайн джадж становятся впереди. Ампайр остаётся в своей традиционной позиции в середине поля и обычно остаётся неподвижным, пока возвращающийся и другие игроки не пройдут его.

### В не поля
Реплей офишел (англ. Replay official)
Дословно судья видеоповтора. Они располагаются наверху стадиона во время игры и могут инициировать пересмотры при определённых обстоятельствах.
В лиге CFL данный судья не находится на самом стадионе, а скорее в командном центре CFL в головном офисе CFL в Торонто. Он отвечает за окончательное определение при пересмотре, запрошенными главными тренерами обоих команд путём челенджа. В последние 3 минуты игры и в течение всего времени овертайма инициирующие пересмотр любого эпизода игры, который по их мнению заслуживает такого внимания. Он также рассматривает все игровые моменты во время игры. Когда идёт пересмотр, то он общается с рефери через гарнитуру на боковой линии. Имеет последнее слово по всем пересмотрам и челенджам.
U Sports и другие лиги в Канаде не используют возможность видеопросмотра.
Скай джадж (англ. Sky judge)
Лига Альянс американского футбола использовала скай джаджа, в обязанности которого входил пересмотр игровых моментов. В любой момент игры он имел право сообщить по радиосвязи главному арбитру матча об ошибках при определении умышленной грубости, а в течение последних пяти минут четвёртой четверти также и об интерференциях. XFL (2020) также использовала данного судью.

### Не активные
CFL eighth official
В конце плей-офф 2018 года CFL добавил восьмого судью к команде на поле. У него не было официального названия. Он располагался со стороны нападения и его единственной обязанностью был контакт шлемом в шлем с защитником. Эта позиция использовалась только в финалах конференций (Восточной и Западной) и Кубке Грея. В сезоне 2019 года восьмой судья не появлялся.
Диип джадж (англ. Deep judge) (DJ)
В четырёх предсезонных играх 2010 года НФЛ экспериментировала с восьмым судьёй — диип джаджом. Он располагался в бекфилде защищающейся команды напротив бэк джаджа. Основной его задачей был контроль ресиверов, что позволило НФЛ отрегулировать покрытие всего поля когда ампайр перемещался бекфилде нападения. Эксперимент был продолжен в течение 12 предсезонных играх 2011 года, а затем был прекращён.
Секонд ампайр (англ. Second Umpire) (U2)
В предсезонных играх 2015 и 2019 годов, в 8-й и 2-й играх соответственно, НФЛ экспериментировала со вторым ампайром, располагавшимся в бекфилде нападения. Его обязанность состояла в том, чтобы сосредоточиться на центре перед снэпом и гардах и Тэклах нападения.
Мидл джадж (англ. Middle judge) (MJ)
В предсезонных играх 2016, 2017 и 2019 годов, в 16-й, 5-й и 2-й играх соответственно, НФЛ экспериментировала с мидл джадж. Его основная обязанность состояла в фиксации холдингов на линии скримеджа. Он находился в центре поля, рядом с бэк джаджом.

## Список судейских систем
| Система | Офишелы                                                                                       | Лиги                                             |
| ------- | --------------------------------------------------------------------------------------------- | ------------------------------------------------ |
| Три     | Рефери (R), ампайр (U), лайн джадж (LJ)                                                       | Молодёжь                                         |
| Четыре  | Рефери, ампайр, лайн джадж, хэд лайсмен (HL)                                                  | Молодёжный университет                           |
| Пять    | Рефери, ампайр, лайн джадж, хэд лайсмен, бэк джадж (BJ)                                       | Arena football, high school varsity, semi-pro    |
| Шесть   | Рефери, ампайр, лайн джадж, хэд лайсмен, филд джадж (FJ), сайдж джадж (SJ)                    | Старшая школа, NCAA — Дивизион II и Дивизион III |
| Семь    | Рефери, ампайр, лайн джадж, хэд лайсмен/даун джадж(DJ), бэк джадж, филд джадж, сайдж джадж    | NFL, CFL                                         |
| Восемь  | Рефери, ампайр, лайн джадж, хэд лайсмен, бэк джадж, филд джадж, сайдж джадж, центр джадж (CJ) | NCAA — Дивизион I, AAF, XFL                      |

| c 7-ю членами | Обозначения: — судьи — нападение — защита | c 8-ю членами |

### Комментарии
1. ↑  ESPN сообщает, что центральный судья использовался в шести играх, а Football Zebras - в пяти играх.
2. ↑  В 2017 году НФЛ переключился с хэд лайсмен на даун джадж в отношении нейтрального с гендерной точки зрения термина после того, когда на этой позиции стала располагаться Сара Томас. CFL сделал то же самое в следующем году.